# إسفار سرابسكي
إسفار سارابسكي (بالأذرية: İsfar Sarabski) - عازف بيانو، ملحن. فائز مهرجان «مونترو» للجاز في 2009. فنان مكرم لأذربيجان (2010)، حائز على جائزة «زيروى»(2010).

## سيرة ذاتية ونشاته
ولد إسفار سارابسكي في2 نوفمبر، عام 1989, بعاصمة باكو. إسفار سارابسكي هو حفيد حسينقولو سارابسكي، مغني الأوبرا الأذربيجاني الشهير، ممثل، أحد مؤسسي الأوبرا الشرقية.
تخرج من أكاديمية باكو للموسيقى.
وفي الوقت الحاضر يلقى تعليمه في كلية باركلي للموسيقى.
كان أدى في مهرجانات في سويسرا والنرويج وفرنسا وروسيا وجورجيا وكذلك في «يوم الجاز».
فاز سارابسكي بمهرجان «مونتر» والثالث والأربعين للجاز في سويسرا في 18 يوليو 2009.
تم تكريم إسفار سارابسكي بلقب فنان مستحق لجمهورية أذربيجان في 2011.

## وصلات خارجية
https://www.youtube.com/watch?v=6l9AK5LX5zg
https://www.youtube.com/watch?v=UYMQY1Stx48
https://www.youtube.com/watch?v=IHdYs7ka9Fo